# Flávio Prado
Flávio Corrêa do Prado Sobrinho, más conocido como Flávio Prado (São Paulo, 11 de febrero de 1954), es un periodista deportivo, profesor universitario, coach y abogado brasileño.
Cubrió diez Mundiales de Fútbol y eventos periodísticos en más de 60 países.

## Carrera
Su comienzo fue en Rádio ABC, de Santo André. Después trabajó en varios otros vehículos. Fue de A Gazeta Esportiva, Rádio Gazeta, TV Gazeta, Rádio Record, donde formó un equipo deportivo especial, tiendo a Silvio Luiz y a Pedro Luiz Paioliello a su lado. En esta época, Flávio Prado y Silvio Luiz se postularon por dos veces para la presidencia de la Federación de Fútbol del Estado de São Paulo. Pero lo hicieron en broma, tanto que en la primera vez fueron para la sede en una calesa y en la segunda vez en una ambulancia. Decían que estaban allá para salvar el fútbol brasileño. En Rede Record, Flávio también trabajó en el equipo deportivo.
En Rede Bandeirantes, Flávio Prado pasó a ser comentarista internacional.
Después, marcó época en TV Cultura, donde condujo Cartão Verde por 13 años, premiado por APCA en la categoría televisión.
Enseguida, fue para A Gazeta Esportiva y para TV Gazeta.
En el radio, en 1990, fue contratado por Jovem Pan, en el comienzo como reportero, después como conductor y comentarista. En Pan también presentaba el programa No Mundo da Bola, por lo cual recibió el premio APCA en la categoría radio en dos oportunidades. Él se quedó en el comando del programa hasta 2021.
Desde agosto de 2003 hasta febrero de 2023, después de la salida de Roberto Avallone de TV Gazeta, condujo el tradicional Mesa Redonda a los domingos y participó del programa Gazeta Esportiva durante la semana. Fue el creador de Troféu Mesa Redonda, gran premio del fútbol brasileño, organizado por TV Gazeta desde 2004.
En febrero de 2023, Flávio Prado anunció via redes sociales su salida de TV Gazeta, después de no tener su contrato con la emisora renovado. A pesar de esto, Prado no fue totalmente desvinculado de Fundação Cásper Líbero, que mantiene la emisora. Él sigue como profesor del curso de Posgraduación de Periodismo Deportivo de la Faculdade Cásper Líbero de São Paulo.

## Vida personal
Está casado con Isabel Vaz Marlone do Prado, con quien tiene dos hijos: Rita Graziella Vaz Marlone do Prado, cantante de pop y rock, y Bruno Prado, periodista deportivo.
Es hincha de Ponte Preta.